# Altare Paumgartner

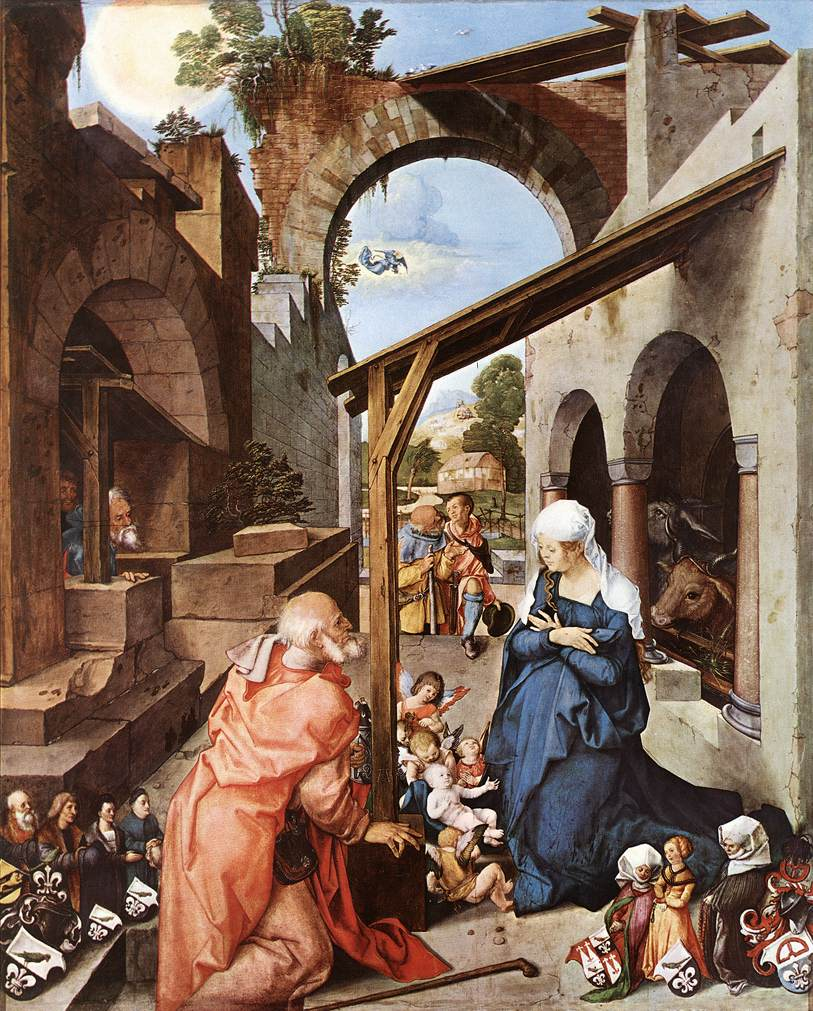
Lo scomparto centrale

L'Altare Paumgartner è un dipinto a olio su tavola di legno di tiglio (155x126 cm lo scomparto centrale, 157x61 ciascuno laterale) di Albrecht Dürer, databile al 1496-1504 circa e conservato nell'Alte Pinakothek di Monaco di Baviera. È la più grande pala d'altare dell'artista.

## Storia
L'opera fu commissionata da alcuni membri della famiglia Paumgartner per la chiesa di Santa Caterina a Norimberga, officiata dai Domenicani. La datazione dell'altare si basa su considerazioni stilistiche, anteponendola, di un lasso breve o brevissimo, all'Adorazione dei Magi degli Uffizi.
Una notizia seicentesca vuole che i due santi laterali, con i ritratti dei Paumgartner in vesti di santi, siano stati già eseguiti nel 1498, mentre l'organizzazione spaziale delle figure nello scomparto centrale fa pensare piuttosto al 1502-1504.

## Descrizione e stile
Il pannello centrale mostra l'Adorazione del Bambino, affiancata con due pannelli di santi cavalieri a tutta figura: a sinistra San Giorgio, col vessillo crociato e con il drago dalla testa mozza, a destra Sant'Eustachio, nella cui bandiera si vede la miracolosa apparizione a cui assistette durante una caccia, un crocifisso tra le corna di un cervo. Siccome le tavole laterali erano chiudibili, secondo la tradizione nordica, il pittore fece anche due rappresentazioni a monocromo sul resto degli sportelli laterali, di cui però resta oggi solo una Vergine annunciata; l'Angelo annunciante, che completava un'Annunciazione, è perduto. Esistevano inoltre altri scomparti fissi con le immagini di Santa Barbara e Santa Caterina, perduti. Il suggerimento dei committenti dovette contribuire in modo determinante a creare quel disequilibrio formale che l'altare ha quando le ali sono aperte, essendo le due figure di santi dipinte a grandezza quasi naturale e non proporzionate alle figure della tavola centrale che sono in scala più ridotta.
I committenti, come accade frequentemente in area tedesca, sono rappresentati minuscoli ai lati in primo piano del pannello centrale, con scudi araldici che ne chiariscano l'identificazione. A sinistra si vedono Martin Paumgartner con i figli Lukas e Stephan; a destra la moglie Barbara Volkamer con le figlie Maria e Barbara. Inoltre nei volti dei santi laterali, secondo un'antica tradizione, dovrebbero essere raffigurati rispettivamente Stephan e Lukas Paumgartner. Probabilmente anche la sproporzione delle figure si spiega col desiderio di venir riconosciuti. Se le annotazioni tradizionali sono esatte, i due santi in piedi si possono considerare i più antichi ritratti a figura intera.
La scena centrale è ambientata in un profondo paesaggio, con il difficile schema delle aperture ad arco che appaiono di scorcio ai due lati dello scenario, come in una stretta strada cittadina. Queste due quinte, che ricordano dei portici, sono raccordate al centro da un arco in rovina oltre il quale spazia un lontano paesaggio. Il centro della composizione è il Bambin Gesù, adagiato su un lembo della veste di Maria e accerchiato da angioletti. Lo vegliano la madre, in un'ampia veste blu che crea una macchia di colore e volume di sapore italianeggiante, e san Giuseppe, inginocchiato in primo piano e collocato di tralice, lungo una diagonale che conduce lo sguardo dello spettatore in profondità, aiutato anche dal profilo della mazza appoggiata a terra. Alcune linee oblique e parallele scandiscono i piani: dal bastone di Giuseppe e le tre piccole figure delle donatrici, al capo di Giuseppe e quello di Maria, fino alla tettoia in legno e le tavole. Più indietro appaiono qua e là i pastori, accorsi ad adorare il Bambino, spuntando al centro (mentre salgono il gradino per arrivare alla soglia della scena) e dall'edificio di sinistra. 
La prospettiva è ancora di tipo fiammingo, ripresa dalle opere di Dieric Bouts e Hugo van der Goes, con l'orizzonte alto e un certo verticalismo dovuto a una visione grandangolare. Non mancano però tentativi di avvicinarsi a una visione di tipo italiano, con la fuga prospettica delle due quinte laterali e con l'elemento unificatore dell'arco centrale, presente in tanti dipinti legati alla tradizione umanistica italiana. Le carenze nella costruzione spaziale degli edifici nella tavola centrale indicano che, negli anni intorno al 1500, Dürer conosceva della prospettiva solo la regola di base, secondo cui tutte le linee che corrono perpendicolari alla superficie del quadro sembrano convergere in un punto al centro del quadro stesso.
In alto splende un cielo terso con un grande disco solare, mentre sospeso, entro un nimbo luminoso, un angelo si prodiga a dare l'annuncio.

## Galleria d'immagini

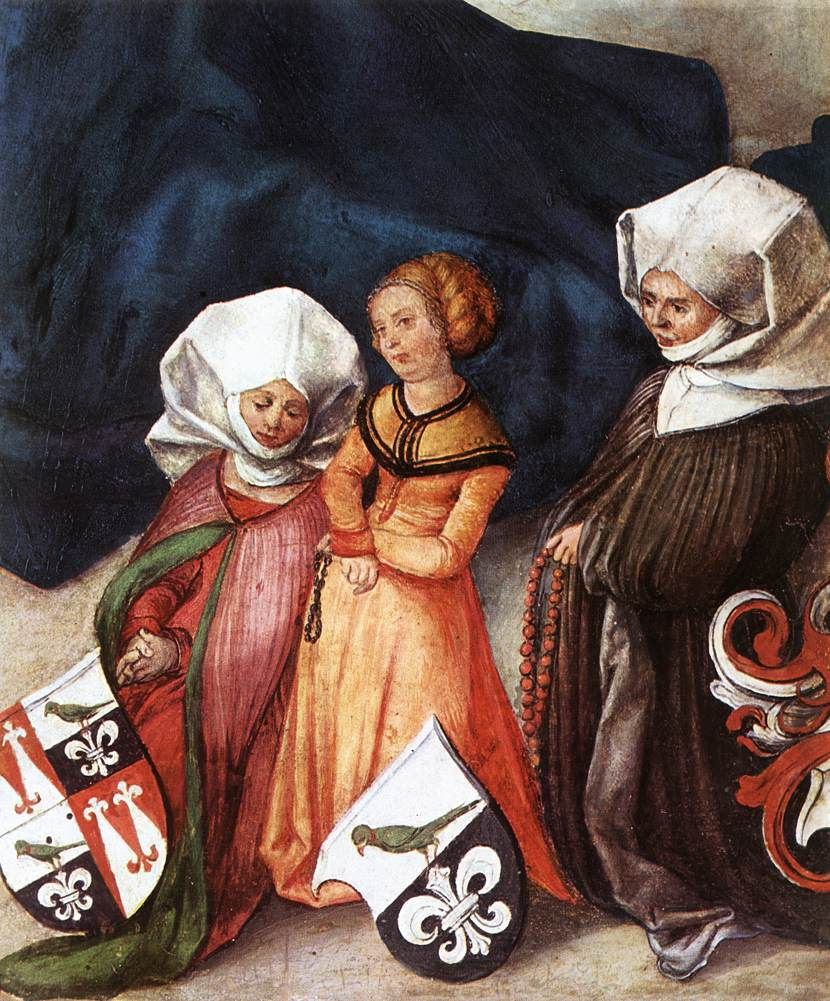
Dettaglio
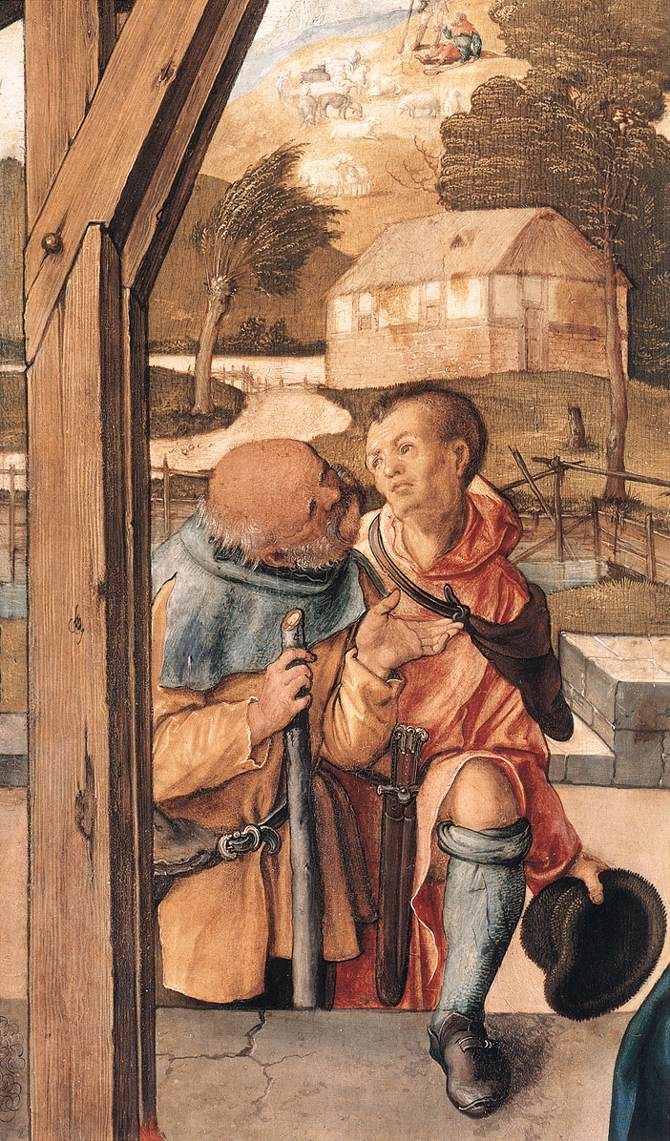
Dettaglio
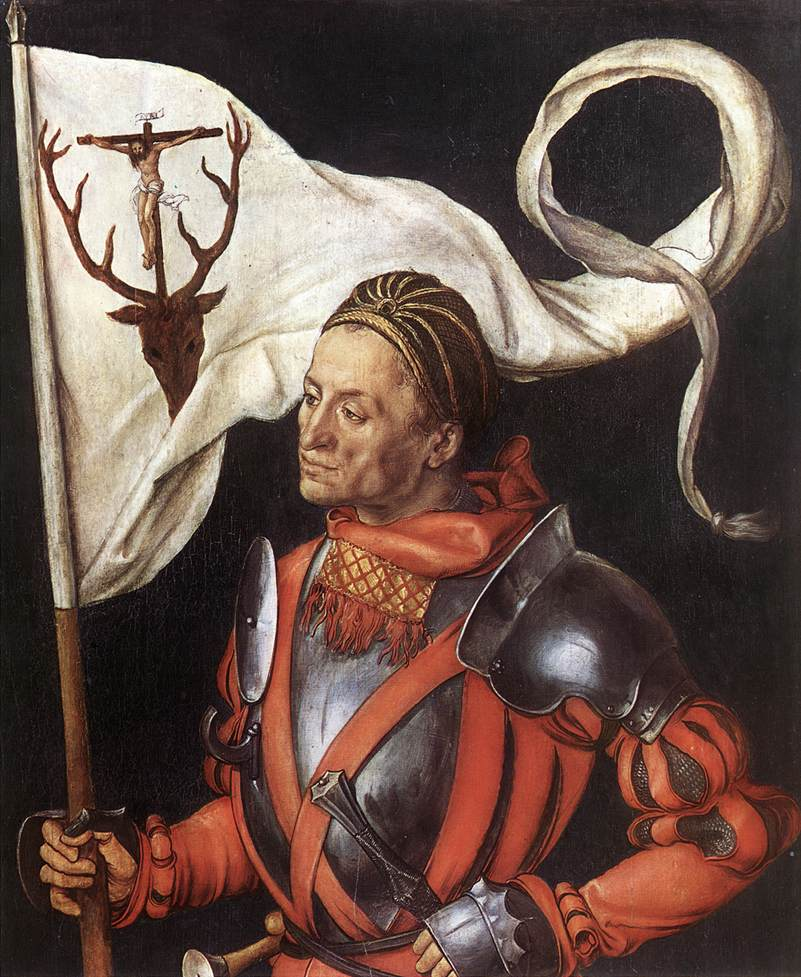
Dettaglio